# Côte d'Argent Express

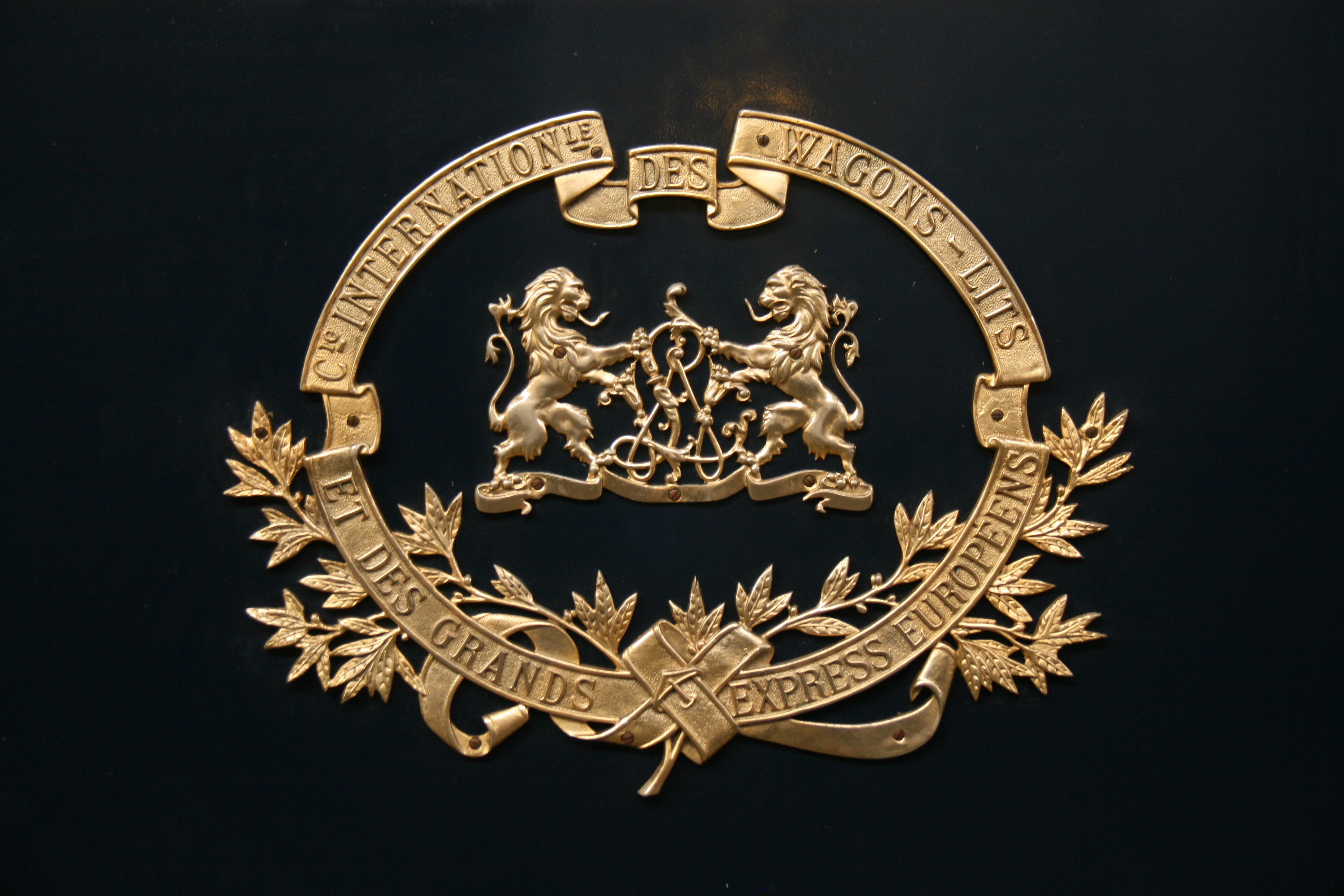
Logo van CIWL

De Côte d'Argent Express was een van de toeristentreinen die begin twintigste eeuw door de Compagnie Internationale des Wagons-Lits (CIWL) werd ingezet.
De Côte d'Argent Express werd op 12 maart 1910 geïntroduceerd op de verbinding tussen Parijs en de badplaatsen aan de Golf van Biskaje. Vanaf 1 september 1910 werd de naam Côte Basque Express gebruikt in de reclame-uitingen.
Op 1 september 1911 werd de dienst uitgebreid met een tak naar Lourdes en de naam van de trein gewijzigd in Pyrénées Côte d'Argent Express. In 1913 is de tak naar de Pyreneeën verlengd tot Pierrefitte-Nestalas.

## Route en dienstregeling
| PP    | PS    | land      | station              | km | SP    | PP    |
| ----- | ----- | --------- | -------------------- | -- | ----- | ----- |
|       | 21:00 | Frankrijk | Paris Quai d'Orsay   |    | 08:15 |       |
|       | 04:27 | Frankrijk | Bordeaux             |    | 00:46 |       |
| 06:32 | 06:32 | Frankrijk | Dax                  |    | 22:51 | 22:51 |
| ↓     | 07:18 | Frankrijk | Bayonne              |    | 22:00 | ↑     |
| ↓     | 07:48 | Frankrijk | Biarritz             |    | 21:29 | ↑     |
| ↓     | 07:53 | Frankrijk | Guethary             |    | 21:28 | ↑     |
| ↓     | 08:01 | Frankrijk | St. Jean de Luz      |    | 21:19 | ↑     |
| ↓     | 08:17 | Frankrijk | Hendaye              |    | 21:02 | ↑     |
| ↓     | 08:25 | Spanje    | Irun                 |    | ↑     | ↑     |
| ↓     | 08:50 | Spanje    | San Sebastian        |    | 20:14 | ↑     |
| 07:59 |       | Frankrijk | Pau                  |    |       | 21:28 |
| 08:58 |       | Frankrijk | Lourdes              |    |       | 20:46 |
| 09:48 |       | Frankrijk | Pierrefitte-Nestalas |    |       | 20:17 |